# Tomoya Nakanishi
Tomoya Nakanishi (中西 倫也 Nakanishi Tomoya?), född 12 april 1994 i Wakayama prefektur, är en japansk fotbollsspelare.
Nakanishi började sin karriär 2015 i Kataller Toyama. Han spelade 50 ligamatcher för klubben. 2017 flyttade han till Verspah Oita.